# It (film fra 2017)
It er en amerikansk gyserfilm baseret på bogen It af Stephen King. Filmen er instrueret af Andres Muschietti.

## Medvirkende
- Bill Skarsgård som Pennywise
- Jaeden Lieberher som Bill Denbrough
- Finn Wolfhard som Richie Tozier
- Owen Teague som Patrick Hockstetter
- Sophia Lillis som Beverly Marsh
- Megan Charpentier som Gretta
- Nicholas Hamilton som Henry Bowers
- Steven Williams som Leroy Hanlon
- Wyatt Oleff som Stan Uris
- Javier Botet som Den spedalske